# Nana Clips 4
Albums de Nana Mizuki
Live Formula at Saitama Super Arena
(2008) Live Fighter -BluexRed Side-
(2008)
Nana Clips 4 est la 10e vidéo musicale de la chanteuse et seiyū japonaise Nana Mizuki.

## Présentation
La vidéo sort au format DVD le 2 juillet 2008 sous le label King Records. Le DVD atteint la 3e place du classement de l'Oricon et reste classé pendant cinq semaines.
Il contient les clips des singles suivants : Super Generation, Justice to Believe dont la face-B Aoi Iro, Secret Ambition, Massive Wonders et Starcamp Ep dont la face-B Cosmic Love; ainsi que la chanson Zankou no Gaia extraite de l'album Hybrid Universe, Orchestral Fantasia extraite de l'album Great Activity et Crystal Letter extraite de la compilation The Museum. Ainsi que les making-of des 6 premières chansons excepté Super Generation. Il y a également les publicités commerciales de ces cinq singles ainsi que celle des albums Hybrid Universe et Great Activity, de la compilation The Museum et des DVD Nana Clips 3, Nana Mizuki Livedom -Birth- at Budokan, Nana Mizuki Live Museum x Universe et Nana Mizuki Live Formula at Saitama Super Arena. Et enfin, la dernière piste bonus est un commentaire audio de Nana Mizuki.

## Liste des titres
| 1.  | Super Generation (SUPER GENERATION PV)                               |  |
| 2.  | Zankou no Gaia (残光のガイア PV)                                     |  |
| 3.  | Justice to Believe (PV)                                              |  |
| 4.  | Aoi Iro (アオイイロ PV)                                              |  |
| 5.  | Crystal Letter (PV)                                                  |  |
| 6.  | Secret Ambition (SECRET AMBITION PV)                                 |  |
| 7.  | Massive Wonders (MASSIVE WONDERS PV)                                 |  |
| 8.  | Orchestral Fantasia (PV)                                             |  |
| 9.  | Astrogation (PV)                                                     |  |
| 10. | Cosmic Love (COSMIC LOVE PV)                                         |  |
| 11. | Massive Wonders (Another ed.) (MASSIVE WONDERS <Bonus Track> PV)     |  |
| 12. | Zankou no Gaia (残光のガイア Making-of)                              |  |
| 13. | Justice to Believe (Making-of)                                       |  |
| 14. | Aoi Iro (アオイイロ Making-of)                                       |  |
| 15. | Crystal Letter (Making-of)                                           |  |
| 16. | Secret Ambition (SECRET AMBITION Making-of)                          |  |
| 17. | Massive Wonders (MASSIVE WONDERS Making-of)                          |  |
| 18. | Orchestral Fantasia (Making-of)                                      |  |
| 19. | Super Generation (SUPER GENERATION TV-CM)                            |  |
| 20. | Nana Clips 3 (NANA CLIPS 3 TV-CM)                                    |  |
| 21. | Hybrid Universe (TV-CM)                                              |  |
| 22. | Nana Mizuki Livedom -Birth- at Budokan (Concert CM)                  |  |
| 23. | Nana Mizuki Livedom -Birth- at Budokan (DVD CM)                      |  |
| 24. | Justice to Believe / Aoi Iro (Justice to Believe / アオイイロ TV-CM) |  |
| 25. | The Museum (CM type-A)                                               |  |
| 26. | The Museum (CM type-B)                                               |  |
| 27. | Secret Ambition (SECRET AMBITION TV-CM)                              |  |
| 28. | Nana Mizuki Live Museum x Universe (TV-CM)                           |  |
| 29. | Massive Wonders (MASSIVE WONDERS CM type-A)                          |  |
| 30. | Massive Wonders (MASSIVE WONDERS CM type-B)                          |  |
| 31. | Great Activity (CM type-A)                                           |  |
| 32. | Great Activity (CM type-B)                                           |  |
| 33. | Starcamp Ep (CM type-A)                                              |  |
| 34. | Starcamp Ep (CM type-B)                                              |  |
| 35. | Nana Mizuki Live Formula at Saitama Super Arena (TV-CM)              |  |
| 36. | Commentaire audio par Nana Mizuki (Bonus)                            |  |